# Filamente sebacee
Un filament sebaceu este o adunătură mică de sebum și celule de piele moartă in jurul unui folicul de păr, iar de obicei ia forma unui fir mic de păr. În majoritatea cazurilor sunt de culoare albă sau gălbuie, și pot fi eliminate de pe piele prin stoarcere. Aceste filamente sunt un lucru natural, și nu sunt un semn de infecție sau de boală. Acestea ajută la direcționarea curentului de sebum într-un anumit por, permițându-i să iasă treptat la suprafață. Filamentele sebacee sunt de obicei vizibile doar în jurul pielii subțiri a nasului. Ele sunt adesea cunfundate cu coșurile, un tip de comedon. Acestea se pot diminua în câțiva ani, deoarece glandele sebacee încep să producă mai puțin sebum.